# Lohnhof

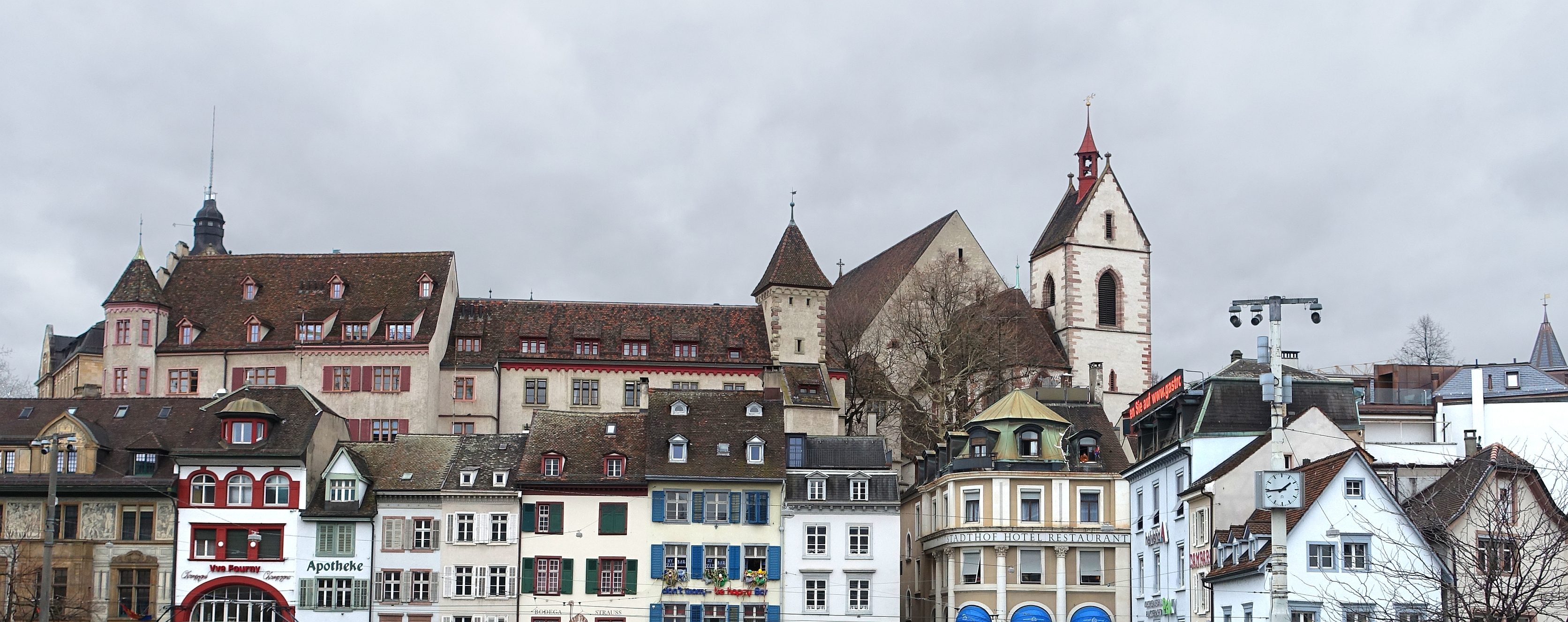
Panorama Blick von Barfüsserplatz zum Lohnhof

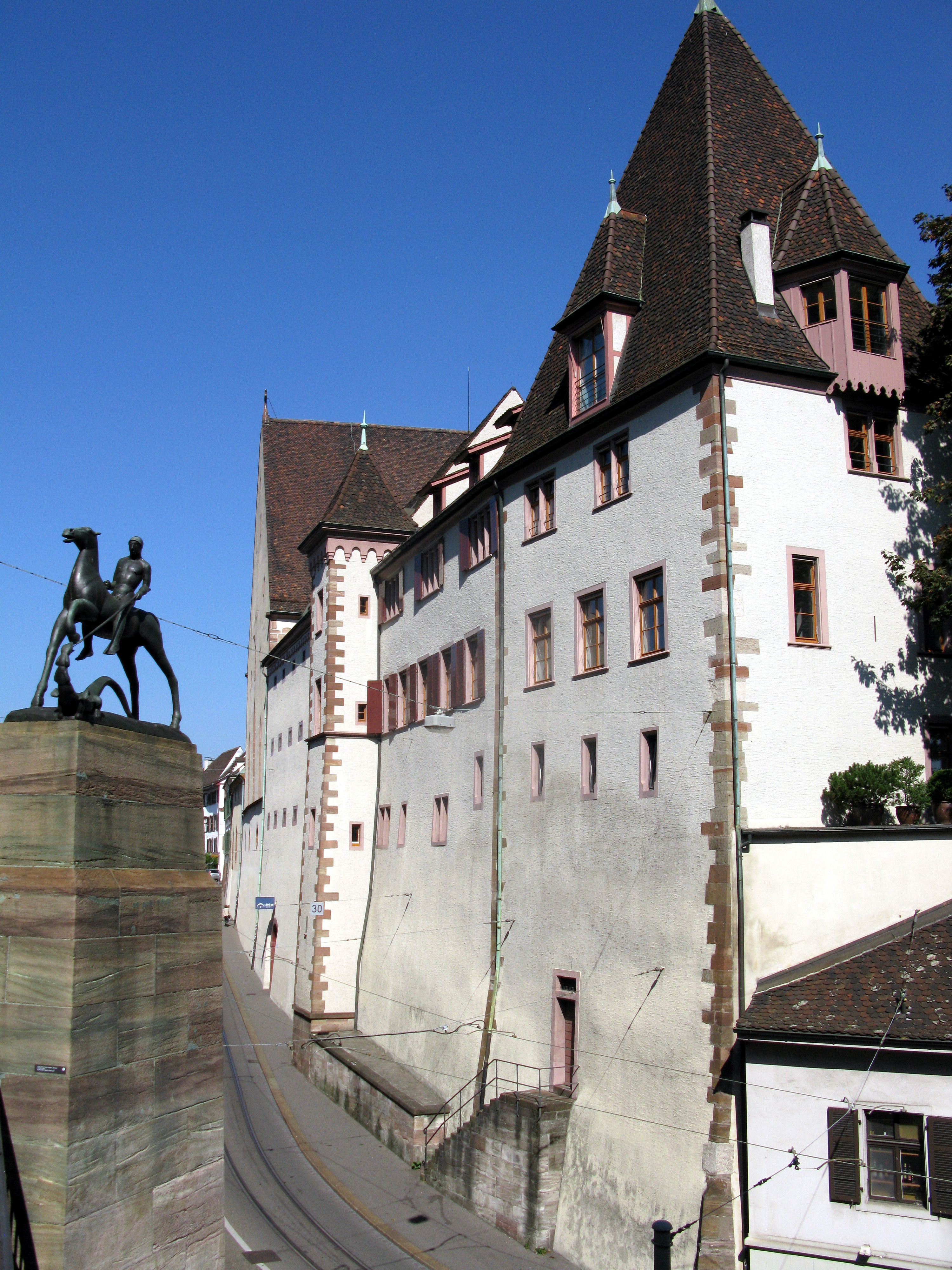
Lohnhof, Ansicht von Südwest mit Georgsskulptur von Carl Nathan Burkhardt

Der Lohnhof ist ein historischer Gebäudekomplex in Basel. Er befindet sich bei der Leonhardskirche am Kohlenberg in der Grossbasler Altstadt.
Der damals noch namenlose Bau wurde 1206 als Chorherrenstift des Augustinerordens erstellt. Eine erste Erwähnung stammt aus dem Jahr 1668. Der Vorsteher über das städtische Bauwesen zahlte die Löhne an die Handwerker, daher der Name. Der Vorgängerbau des Lohnhofes und der Leonhardskirche war eine Saalkirche, die wahrscheinlich im 11. Jahrhundert erstellt worden war. Dort war im 12. Jahrhundert auch ein Kloster, von dem nur die Friedhofhalle bestehen blieb.
1821 zog die Kantonspolizei im Lohnhof ein. Da viele Gefängnisse in den Türmen der Stadtmauer aufgegeben wurden, musste nach einer neuen Lösung gesucht werden. Amadeus Merian entwarf im Lohnhof ein Gefängnis, das 1835 seinem Zweck übergeben wurde. Das Vorhaben war früher am Widerstand von kirchlichen Kreisen gescheitert, da man kein Gefängnis unmittelbar neben der Kirche wollte. 1839 hatte Merian, der inzwischen den Posten des städtischen Baumeisters übernommen hatte, auch die Idee, die Polizeidirektion im Lohnhof unterzubringen. Das geschah fünf Jahre später, und der Architekt leitete auch den Um- und Ausbau im Jahr 1853.
1995 wurde der Waaghof gebaut und das Gefängnis dorthin verlegt. Im Lohnhof befinden sich seither das Hotel «Au Violon» (der Name ist eine Anspielung auf das ehemalige Gefängnis), ein Kleintheater, ein Jazzclub und ein Musikinstrumentenmuseum. Der letztgenannte Bau stammt vom Architekturbüro Morger & Degelo. Im Pförtnerhaus befindet sich heute ein Tagesheim.
Seit 2017  befindet sich hier in einer neu konzipierten örtlichen archäologischen Informationsstelle die Ausstellung Basel, 1070–1358 n. Chr.: Mittelalterlicher Stadtmauerturm, in der Forscher die Auswirkungen des großen Basler Erdbebens von 1356 rekonstruiert haben. Im Eckturm des Lohnhofs als Teil der ehemaligen Stadtmauer sind die Bebenschäden noch heute sichtbar.